# Ibn al-Banna al-Marrākuschī
Ibn al-Banna al-Marrākuschī (arabisch ابن البناء المراكشي, DMG Ibn al-Bannāʾ al-Marrākušī; * 29. Dezember 1256 in Marrakesch; † 31. Juli 1321), auch Abu Ahmad ibn Muhammad ibn Uthman al-Azdi / أبو أحمد بن محمد بن عثمان الأزدي / Abū Aḥmad b. Muḥammad b. ʿUṯmān al-Azdī, war ein marokkanischer Mathematiker und Astronom.
Manchmal wird er auch Abu'l-Abbas Ahmad ibn Muhammad ibn Uthman al-Azdi zitiert.
Es gibt auch die Vermutung, er wäre in Granada geboren und zog von dort nach Marokko. Der Stamm der Mariniden, der Mitte des 13. Jahrhunderts Marokko eroberte, unterstützte die Umayyaden, die in Spanien herrschten. Möglicherweise war er Astrologe beim Mariniden-Sultan Abū Saʿīd (regierte 1309 bis 1331) und soll dessen Todesumstände vorhergesagt haben.
Al-Banna erhielt eine gründliche mathematische Ausbildung und unterrichtete Mathematik und Astronomie in Fès in der Madrasa bzw. in seinem Privathaus. Es existiert eine Biographie, die ein Schüler eines seiner Schüler anfertigte, so dass seine Lehrer und Schüler bekannt sind. Einer seiner Lehrer war der Mystiker al-Hazmiri (gestorben 1279).
Von ihm sind eine ganze  Reihe von Werken bekannt – insgesamt 80 bis 100, am bedeutendsten sind:
- Talkhis amal al-hisab  (Zusammenfassung arithmetischer Operationen), تلخيص عمل الحساب / talḫīṣ ʿamal al-ḥisāb, die das ansonsten verlorene Werk des Mathematikers al-Hassar (12. oder 13. Jahrhundert) zusammenfassen mit dem Kommentar von Al-Banna. Sie enthalten Kettenbrüche, unter anderem zur Berechnung von Quadratwurzeln. Außerdem enthält es zwei Formeln über Summen einer endlichen Menge von aufsteigenden Quadrat- und Kubikzahlen (ähnlich zuvor As-Samaw'al) und Formeln für Binomialkoeffizienten (und damit frühe Arbeiten zur Kombinatorik).
- Das Minhaj diente zur praktischen, stark vereinfachten Berechnung astronomischer Ephemeriden (Planeten, Mond). Sie beruhen auf Tafeln von Ibn Ishaq al-Tunisi von 1222. Es gab mindestens drei Kommentare und es wurde noch im 19. Jahrhundert im Maghreb benutzt. Al-Banna schrieb auch eine noch kondensiertere und vereinfachte Version (Al-Yasara) und davon eine noch kürzere Version.

Von ihm stammt auch ein Brief über das Astrolabium (wobei er zwei Arten beschrieb), über den vorislamischen arabischen Kalender, die Zeitrechnung (anscheinend für theologische Nutzung durch Imame), die Anwendung der Geometrie in der Landvermessung und eine Einführung zu Eudklids Elemente. Als Astronom stand er in der Tradition des andalusischen Astronomen az-Zarqali. Außerdem verfasste er theologische und juristische Werke. Er soll Sufi gewesen sein.
Er scheint als Erster das Wort Almanach benutzt zu haben (das ursprüngliche arabische Wort al-manakh steht für Wetter). Er spielt auch eine Rolle in der Geschichte der Befreundeten Zahlen.
Ihm zu Ehren wurde 1976 der Mondkrater Al-Marrakushi benannt.